# Kőszegpaty
Kőszegpaty (Duits: Pottendorf bei Güns) is een plaats (község) en gemeente in het Hongaarse comitaat Vas. Kőszegpaty telt 217 inwoners (2001).